# What Ze Teuf
What Ze Teuf est une série télévisée française en 15 épisodes de deux minutes, créée par Benjamin Euvrard, Ingrid Monley-Pegge, Charly de Witte et Benjamin Dumont et diffusée entre le 2 décembre 2013 et le 20 décembre 2013 sur la chaîne D8 puis D17.

## Synopsis
Romain et Mickaël se réveillent dans un superbe appartement sans se souvenir de leur soirée. Que s’est-il passé ?
Des rencontres improbables avec des personnalités du grand et du petit écran vont leur permettre de reconstituer épisode après épisode le fil de leur soirée...

## Concept
Il s'agit de la première tweet série française diffusée en TV, produite du jour pour le lendemain et où les téléspectateurs sont invités à imaginer la suite sur Twitter ou via un formulaire dédié sur le site de la série.
Chaque épisode accueille un « invité », une personnalité issue du monde du cinéma, de la TV, du sport ou de la musique. 

## Journée type de production
L’écriture, la préparation, le tournage et la postproduction de chaque épisode sont réalisés en moins de 24 heures. Ainsi, à la suite de la diffusion de chaque épisode à 20 h 15 sur D8, les téléspectateurs sont invités à « twitter » la suite en 140 caractères jusqu'à 23 h. Une équipe de quatre auteurs se réunit et sélectionne le tweet qui servira de base à l’écriture du scénario. Dès le lendemain, la journée marathon démarre à 7 h du matin, pour une livraison à la chaîne 30 minutes avant la diffusion du nouvel épisode.
What Ze Teuf est un véritable défi pour Bonnie&Clyde Productions, le producteur exécutif du programme, qui mobilise une équipe de plus de 40 personnes pour mener à bien cette performance.

## Les personnages

### Romain
À 26 ans, Romain (Clément Aubert) poursuit des études de sciences éco à la fac mais ne sait pas tellement vers quoi tout cela peut le mener. Timide, il ne se jette jamais à l'eau et fait toujours en sorte de ne pas faire de vague. Côté cœur comme côté boulot, il a l’impression que sa vie est au point mort. Il est l’amoureux maladroit qu’on a tous été et cherche à rester le plus cool possible vu la situation.

### Mickaël
Mickaël (Artus), ce vendeur de fringues cheaps mais classes, a ce qu’on appelle une tchatche de malade. À 26 ans, il s'est toujours débrouillé pour se sortir de situations compliquées grâce à des mythos qui lui ont déjà attiré pas mal d'ennuis dans le passé. Contrairement à son copain Romain, il a eu pas mal de petites amies et d'ailleurs il ne cherche pas tellement la stabilité. Son job ne lui plaît pas trop mais il est bon vendeur, surtout grâce à toutes les histoires qu’il s’invente et qu’il raconte à qui veut l’entendre.

### Julia
Julia (Sara Verhagen) a 27 ans, elle évolue dans le monde du show-biz et surfe de projet en projet en se lassant aussi vite qu'elle s'éprend d'une nouvelle activité. Elle se cherche perpétuellement. Fille d’un célèbre réalisateur, elle est en manque d’authenticité et de vraies relations. Elle aimerait beaucoup s'affranchir de sa filiation et vivre quelque chose de simplement dingue avec un inconnu.

### Les invités
- Élie Semoun
- Brahim Asloum
- Helena Noguerra
- Baptiste Lecaplain
- Baptiste Lorber
- Mat Bastard (Skip the Use)
- Nora Hamzawi
- Noémie Lenoir
- Zoé Felix
- Cartman
- Vincent Desagnat
- Éric Judor
- Arnaud Tsamere
- Bruno Solo

## Épisodes
Listés avec le tweet gagnant et son auteur.
- Épisode 1 - 02 décembre
  - État des lieux

- Épisode 2 – 03 décembre
  - Inspiré par @calex06
  - "braim arrive en costume de vache. Il demande où est le cow-boy. ne le trouvant pas, il décide de jouer à un jeu "une question, une droite" #WZT"

- Épisode 3 – 04 décembre
  - Inspiré par @Le_Bourbon_Kid
  - "Persuadé qu'Elie Semoun joue encore à cache-cache, H. Noguerra refuse de quitter son placard #wzt"

- Épisode 4 – 05 décembre
  - Inspiré par @okaze
  - "#WZT Distancé par Helena, il se fait percuter Lecapl1 dans un état de stress total ayant perdu quelque chose d'important à la soirée, il le lâche plus !"

- Épisode 5 – 06 décembre
  - Inspiré par @HeyMeline_Bnst
  - "Lorber apparaît en rêve à Artus pendant qu'il est inconscient, brides de souvenirs de la soirée, réveil, Lorber lui fait du bouche à bouche #WZT"

- Épisode 6 – 09 décembre
  - Inspiré par Kouki K.
  - "Mat est furieux du comportement séducteur deux Romains envers sa compagne[pas clair]. Il se calme lorsqu'il voit le chat car il en est phobique #WZT"

- Épisode 7 – 10 décembre
  - Inspiré par @EGuiffant
  - "Nora débarque et annonce qu'elle est enceinte et que l'un des deux garçons est le père"

- Épisode 8 – 11 décembre
  - Inspiré par @Ljulian1
  - "Noemie se dirige vers le salon et, sans dire un mot, casse tout ce qui lui passe sous la main. #WZT"

- Épisode 9 – 12 décembre
  - Inspiré par @Mlle_A
  - "Zoé Félix se relève soudain de derrière le canapé et ne sait plus qui elle est #wzt"

- Épisode 10 – 13 décembre
  - Inspiré par @_SarahYasmine
  - "Cart devient schizo entre tous ses persos TPMP et SLM, il a le syndrome de Gilles de La Tourette et il est convaincu qu'il a des veuchs #WZT"

- Épisode 11 – 16 décembre
  - Inspiré par @Squallnico
  - "Il arrive énervé car Cartman et Noémie l'ont plantés pour show le matin, il pète un câble et se met à parler en bratislaboy"

- Épisode 12 – 17 décembre
  - Inspiré par @eymeric777
  - "Eric arrive avec une énorme commande de nems pour la fête… un jour en retard"

- Épisode 13 – 18 décembre
  - Inspiré par Morgan D.
  - "Arnaud débarque pour récupérer son PaperBoard. Il le retrouve avec le schéma de la soirée et ils essayent de le déchiffrer #WZT"
- Épisode 14 – 19 décembre
  - Inspiré par @Cafteusee
  - "Bruno solo propose un after chez lui. Il ouvre une boîte contenant les médicaments pris par erreur hier par certains."
- Épisode 15 – 20 décembre
  - Inspiré par @wilbetton
  - "#WZT Élie a récupéré la vidéo de la veille. Il sait tout ce qui s'est passé et raconte à Julia, Romain et Mikael."
  - Inspiré par @BarneyStrange
  - "Elie arrive chez lui en sang. Déguisé en cowboy, il a voulu capturer un poney au lasso mais le poney ne s'est pas laissé faire#WZT"
  - Inspiré par @louitos73
  - "#WZT le mini poney d'Elie (tornado) fait tomber le barbecue et a brulé le tapis la sculpture d'atchum en shamalow a pris feu Elie furieux"
  - Inspiré par @wilikris
  - "#WZT elie remarque direct une micro rayure sur son arrosoir"
  - Inspiré par @FuckOff_ImMarie
  - "#WZT Elie arrive et s’énerve contre Bruno parce qu'il l’énerve et remarque son arrosoir rayé alors il s’énerve encore plus ! Mdrrr :')"
  - Inspiré par @Ljulian1 :
  - "Elie débarque avec son poney. Il rend le portable à Mickael. Il a reconstitué la soirée grâce aux photos prises par Mick. Flashback. #WZT"

## Audiences D8 + D17
- Épisode 1 avec Élie Semoun : 848 000 téléspectateurs
- Épisode 2 avec Brahim Asloum : 512 000 téléspectateurs
- Épisode 3 avec Héléna Noguerra : 790 000 téléspectateurs
- Épisode 4 avec Baptiste Lecaplain : 763 000 téléspectateurs
- Épisode 5 avec Baptiste Lorber : 1 681 000 téléspectateurs (rediffusion du week-end compris)
- Épisode 6 avec Mat Bastard (Skip the Use) : 815 000 téléspectateurs
- Épisode 7 avec Nora Hamzawi : 678 000 téléspectateurs
- Épisode 8 avec Noemie Lenoir : 774 000 téléspectateurs
- Épisode 9 avec Zoé Felix : 942 576 téléspectateurs
- Épisode 10 avec Cartman : 1 863 000 téléspectateurs (rediffusion du week-end compris)
- Épisode 11 avec Vincent Desagnat : 1 039 000 téléspectateurs
- Épisode 12 avec Éric Judor : 769 000 téléspectateurs
- Épisode 13 avec Arnaud Tsamere : 889 000 téléspectateurs
- Épisode 14 avec Bruno Solo : 783 000 téléspectateurs
- Épisode 15 avec Elie Semoun : 1 820 000 téléspectateurs (rediffusion du week-end compris)